# Chin Han (attore 1946)
Sun Siang-chong (孙祥钟S, Sūn XiángzhōngP; Shanghai, 24 aprile 1946) è un attore taiwanese, meglio noto come Chin Han (秦汉S, Qín HànP).
In occasione del centenario della nascita dell'industria cinematografica in Cina nel 2005, la China Film Performance Art Academy l'ha inserito nella lista dei "100 migliori attori in 100 anni di cinema cinese".